# Władysław Stróżewski
Władysław Antoni Stróżewski (ur. 8 czerwca 1933 w Krotoszynie) – polski filozof, profesor zwyczajny Uniwersytetu Jagiellońskiego i innych uczelni. Jest kontynuatorem tradycji fenomenologii Romana Ingardena. Do najważniejszych kwestii badanych przez niego należą zagadnienie negacji i niebytu, problematyka twórczości, aksjologiczna struktura człowieczeństwa, hermeneutyka boskości, piękna i podstawowych kategorii ontologicznych.

## Życiorys
Ukończył Liceum Ogólnokształcące w Koźminie Wielkopolskim, gdzie jego nauczycielem był Jerzy Klinger. Podjął studia na Katolickim Uniwersytecie Lubelskim, które ukończył w 1955. Uczeń profesorów Stefana Swieżawskiego, Mieczysława Alberta Krąpca, Romana Ingardena i Izydory Dąmbskiej. W 1957 rozpoczął pracę w Katedrze Historii Filozofii Uniwersytetu Jagiellońskiego (prowadził m.in. zajęcia z estetyki w Studium Literacko-Artystycznym). Tam w 1968 uzyskał stopień doktora habilitowanego. W 1984 otrzymał tytuł naukowy profesora nauk humanistycznych.
Od 1972 przez 20 lat był wykładowcą filozofii w Akademii Muzycznej w Krakowie. Został wykładowcą Akademii Ignatianum w Krakowie.
Członek Społecznego Komitetu Odnowy Zabytków Krakowa (SKOZK). Członek Collegium Invisibile.
Redaktor naczelny „Kwartalnika Filozoficznego” i przewodniczący Polskiego Towarzystwa Filozoficznego.
Pod jego kierunkiem stopień naukowy doktora w 2001 otrzymał Artur Przybysławski.

## Nagrody i odznaczenia
W listopadzie 2002 roku za książkę O wielkości. Szkice z filozofii człowieka, otrzymał Nagrodę Krakowska Książka Miesiąca.
W 2003 roku Uniwersytet Jagielloński przyznał mu tytuł doktora honoris causa.
22 października 2009 roku uroczyste odnowienie doktoratu na KUL.
W 2014 roku otrzymał Krzyż Komandorski Orderu Odrodzenia Polski. Wcześniej otrzymał m.in. Krzyż Kawalerski Orderu Odrodzenia Polski oraz Złoty Krzyż Zasługi.
20 marca 2019 otrzymał tytuł doktora honoris causa Akademii Muzycznej im. Karola Szymanowskiego w Katowicach.
W maju 2019 roku Uniwersytet Pedagogiczny im. Komisji Edukacji Narodowej w Krakowie przyznał mu tytuł doktora honoris causa.
W 2019 roku, 24 maja, prof. Władysław Stróżewski otrzymał od papieża Franciszka Order Świętego Sylwestra I klasy.

## Publikacje
- Istnienie i wartość (1981)
- Dialektyka twórczości (1983), ISBN 83-224-0241-4
- W kręgu wartości (1992), ISBN 83-7006-472-8
- Wykłady o Platonie. Ontologia (1992) ISBN 83-233-0644-3
- Istnienie i sens (1994), ISBN 83-7006-273-3
- Wokół piękna. Szkice z estetyki. (2002) ISBN 83-7052-511-3
- O wielkości. Szkice z filozofii człowieka. (2002) ISBN 83-240-0224-3
- Ontologia (2004), ISBN 83-87887-44-7
- O muzyce opracowanie tekstu Norwida (1997) ISBN 83-08-02721-0
- Logos, wartość, miłość (2013), ISBN 978-83-240-2108-6